# 井上靖文学馆
井上靖文学館（いのうえやすしぶんがくかん）是一座专门纪念井上靖而创建的文学博物館，位于日本静冈县長泉町愛鷹山山麓的鐵線蓮之丘，毗邻Bernard Buffet美術館。
井上靖文学館由骏河银行第三任社长冈野喜一郎创立于1973年。该建筑是一栋两层钢筋混凝土建筑。文学館由骏河银行支持的综合法人基金会运营，由于面临困难，该基金会已解散。2021年，业务交由长泉町运营。。隨著營運轉移，2020年度的營業於2021年1月底結束後，進入改裝工程。。2021年7月重新開幕。

## 脚注
1. 1 2 3 4 5  . 東京新聞. 2021-02-03  [2021-02-09]. （原始内容存档于2022-05-27）.

35°10′20.7″N 138°52′8.2″E / 35.172417°N 138.868944°E